# Gemeindeverwaltungsverband Neckartenzlingen
Der Gemeindeverwaltungsverband Neckartenzlingen ist ein Gemeindeverwaltungsverband im Landkreis Esslingen in Baden-Württemberg.

## Geschichte
Als Vorgängereinrichtung schlossen 1968 sieben Gemeinden zur Erledigung der Haushalts-, Kassen- und Rechnungsgeschäfte eine Öffentlich-rechtliche Vereinbarung und gründeten die sogenannte Zentrale Gemeindekasse in Neckartenzlingen.
Um eine Eingemeindung zu vermeiden, haben die Gemeinden Altdorf, Altenriet, Neckartenzlingen und Schlaitdorf zum 1. Januar 1972 den Gemeindeverwaltungsverband Neckartenzlingen gegründet. Kleinbettlingen wurde 1972 zu Bempflingen eingemeindet. 1976 wurden die Gemeinden Bempflingen und Neckartailfingen durch eine entsprechende Anordnung des Landratsamtes Esslingen zwangsweise Mitglied dieses Verbandes. Sitz des Gemeindeverwaltungsverbands ist Neckartenzlingen.

## Mitgliedsgemeinden
- Neckartenzlingen
- Altdorf
- Altenriet
- Schlaitdorf
- Bempflingen mit Kleinbettlingen
- Neckartailfingen

## Aufgaben
Der Gemeindeverwaltungsverband erledigt das Haushalts-, Kassen- und Rechnungswesen für Altdorf, Altenriet, Neckartenzlingen und Schlaitdorf. Bempflingen und Neckartailfingen machen dies noch selbstständig.
Die Aufgabe des Gutachterausschusses für Grundstücks- und Gebäudeschätzungen wurde  inzwischen ebenfalls auf den Verband übertragen. Auch die Aufgaben des Vollzugsdienst werden zentral erledigt. Am 1. April 2019 wurde unter dem Dach des Gemeindeverwaltungsverbands der Standesamtsverband Neckartenzlingen gegründet. Am Standort Neckartailfingen werden gemeinsam die Aufgaben des Standesamtswesens und der Renteninformation bearbeitet.

## Verbandsvorsitzender
Verbandsvorsitzender ist die Bürgermeisterin der Gemeinde Neckartenzlingen.

## Verbandsversammlung
Die Verbandsversammlung ist das Beschlussorgan des Verwaltungsverbands. Sie tagt zweimal im Jahr. Mitglieder sind die Bürgermeister der Verbandsgemeinden und je zwei Gemeinderäte aus Altdorf, Altenriet, Schlaitdorf, Bempflingen und Neckartailfingen sowie drei Gemeinderäte aus Neckartenzlingen. Außerdem gehören zwei Mitarbeiter der Verbandsverwaltung der Verbandsversammlung an.